# Harry Kloepfer

Gasrußverfahren

Harry Kloepfer (* 1. Februar 1897 in Berlin; † 14. Mai 1973 in Bad Homburg) war ein deutscher Chemiker. Er war an der Entwicklung des Degussa-Gasrußverfahrens beteiligt und erfand die pyrogene Kieselsäure Aerosil.

## Leben
Kloepfer studierte an der Technischen Hochschule Berlin und schloss 1922 seine Promotion ab. 1925 fing er bei der Degussa an. 
Nach dem Ersten Weltkrieg wurde in den USA bereits Gasruß (englisch carbon black) aus Erdgas hergestellt, während in Deutschland noch der teurere Flammruß verwendet wurde. 1933 wurde der erste deutsche Gasruß auf Basis von Steinkohlenteer hergestellt und 1935 wurde in Kalscheuren die erste Anlage nach dem neuen Verfahren in Betrieb genommen.
1940 begann Kloepfer mit Versuchen zur Herstellung von einem Kieselsäureaerosol (weißem Ruß) aus Siliciumtetrachlorid. Das neue Produkt besaß eine hohe Gummiaktivität, die von der Flammentemperatur abhängig war. 1944 wurde die Produktion der ersten pyrogen hergestellten Kieselsäure, die den Markennamen Aerosil® erhielt, nach dem auch von Kloepfer entwickelten Walzenverfahren aufgenommen. Die ursprüngliche Idee Kloepfers, Aerosil als Füllstoff in Reifen zu verwenden, konnte sich wegen des hohen Preises nicht durchsetzen. Heutzutage wird pyrogene Kieselsäure für eine Vielzahl von Anwendungen, z. B. als Thixotropiermittel, Rieselhilfsmittel, als Träger für Pflanzenschutzmittel oder als Poliermittel für Wafer verwendet.
In seiner weiteren Laufbahn beschäftigte er sich mit der Synthese von Blausäure und Cyaniden, der Chlorverwertung, der Herstellung von Natriumhydrid und Natriumsuspensionen sowie der Aufarbeitung von Monaziten und Zirkonen.

## Quelle
- Mechtild Wolf (Hrsg.): Immer eine Idee besser: Forscher und Erfinder der Degussa; Frankfurt am Main, Degussa AG 1998 (S. 76–93)